# Robert A. Dietrich
Robert Albert Dietrich (* 28. März 1889 in Berlin; † 8. September 1947 ebenda)  war ein deutscher Filmarchitekt, der erste Szenenbildner Deutschlands von Bedeutung.

## Leben
Dietrich hatte zunächst an der Kunstgewerbeakademie und an der Architekturhochschule in Portland, Vereinigte Staaten studiert, ehe er 1911 zur Filmgesellschaft Deutsche Bioscop ging und anfänglich (bis kurz vor Kriegsausbruch 1914) die Dekorationen zu den außerordentlich erfolgreichen Dramen und Komödien des Dänen Urban Gad und dessen Hausstar Asta Nielsen entwarf. Seine erste künstlerisch herausfordernde Arbeit konnte er Anfang 1913 realisieren: Der Student von Prag wurde sein berühmtestes Werk seiner gesamten Karriere. Einen weiteren Ausflug in das „Phantastische Kino“ unternahm Dietrich drei Jahre darauf mit dem Sechsteiler Homunculus, einer von Otto Rippert inszenierten Geschichte um die Erschaffung eines künstlichen Menschen. 1918 wechselte Dietrich zur Stern-Film, für die er zunächst mehrere Arbeiten des Regisseurs E. A. Dupont designte.
Dietrichs spätere Entwürfe bis kurz vor Ende des Zweiten Weltkriegs dienten überwiegend Routineproduktionen, die er für die unterschiedlichsten Gesellschaften anfertigte. Zuletzt, seit 1940, arbeitete Robert Dietrich fast ausschließlich für die Tobis. Seine letzte Arbeit war die kriegsbedingt erst 1946 angelaufene Detektiv- und Gaunerkomödie Peter Voß, der Millionendieb, für die Dietrich 1943 ein beachtliches Jugendstil-Ensemble, eine Wild-West-Kulisse und indische Wohngemächer anfertigte.
Bei zahlreichen seiner Arbeiten kollaborierte Dietrich mit dem Kollegen Artur Günther, den er seit 1917 angelernt hatte.

## Filmografie (Auswahl)
- 1911: Nachtfalter
- 1911: Heißes Blut
- 1911: Zigeunerblut
- 1911: Die Verräterin
- 1912: Die Macht des Goldes
- 1912: Der Tod und die Mutter
- 1913: Die Heldin von St. Honorée
- 1913: Komödianten
- 1913: Der Student von Prag
- 1913: Gendarm Möbius
- 1913: Das schwarze Los
- 1913: Der Verführte
- 1913: Der Herr des Todes
- 1913: Der Thronfolger
- 1913: Die Löwenbraut
- 1913: Alt-Heidelberg, Du feine …
- 1914: Kadra Sâfa
- 1914: Der Prinzenraub
- 1915: Fluch der Schönheit
- 1915: Die rätselhafte Frau
- 1915: Der Hermelinmantel
- 1915: Spinolas letztes Gesicht
- 1916: Aphrodite
- 1916: Der Fluch der Sonne
- 1916: Für den Ruhm des Geliebten
- 1916: Der Weg des Todes
- 1916: Das Haus der Leidenschaften
- 1916: Das Wunder der Madonna
- 1916: Homunculus, sechs Teile
- 1916: Der Letzte eines alten Geschlechtes
- 1917: Ahasver (3 Teile)
- 1917: Der Herr der Welt, 1. Teil
- 1917: Die Memoiren der Tragödin Thamar
- 1917: Der Knute entflohen
- 1917: Erloschene Augen
- 1917: Das Bacchanal des Todes
- 1917: Wenn Tote sprechen
- 1917: Das Spitzentuch der Fürstin Wolkowska
- 1918: Das Geheimnis der Amerika-Docks
- 1918: Der Taktstock Richard Wagners
- 1918: Das große Opfer
- 1919: Die Apachen
- 1919: Der Würger der Welt
- 1920: Alkohol
- 1920: Va banque
- 1920: Der weiße Pfau
- 1920: Der Mord ohne Täter
- 1920: Weltbrand
- 1920: Herztrumpf
- 1921: Christian Wahnschaffe
- 1921: Grausige Nächte
- 1921: Der Herr aus dem Zuchthaus
- 1922: Der Halunkengeiger
- 1922: Zum Paradies der Damen
- 1922: Die Perlen der Lady Harrison
- 1922: Der Mann mit der eisernen Maske
- 1923: Der Geisterseher
- 1924: Sylvester
- 1924: Die Frau in Versuchung
- 1924: Soll und Haben
- 1924: Die Fahrt ins Verderben
- 1925: Vater Voss
- 1925: Wallenstein
- 1925: Die drei Portiermädel
- 1925: Husarenfieber
- 1926: Menschenleben in Gefahr
- 1926: Kreuzzug des Weibes
- 1926: Trude, die Sechzehnjährige
- 1926: Frauen der Leidenschaft
- 1926: Walpurgisnacht
- 1927: Unter Ausschluß der Öffentlichkeit
- 1927: Die Vorbestraften
- 1927: Maria Stuart
- 1927: Der Fahnenträger von Sedan
- 1927: Die Frau mit dem Weltrekord
- 1928: Der Fall des Staatsanwalts M …
- 1928: Heut’ spielt der Strauss
- 1928: Kaczmarek
- 1928: Der rote Kreis
- 1929: Der Zigeunerprimas
- 1929: Lux, der König der Verbrecher
- 1929: Großstadtkinder — Zwischen Spree und Panke
- 1929: Das Mädel aus der Provinz
- 1930: Namensheirat
- 1931: Schatten der Unterwelt
- 1931: Liebeskommando
- 1931: Der Raub der Mona Lisa
- 1931: Die andere Seite
- 1932: Tannenberg
- 1932: Marschall Vorwärts
- 1933: Brennendes Geheimnis
- 1934: Zwischen zwei Herzen
- 1934: Wilhelm Tell
- 1934: Die große Chance
- 1934: Die vier Musketiere
- 1934: Der Springer von Pontresina
- 1935: Friesennot
- 1935: Die Werft zum grauen Hecht
- 1936: Drei tolle Tage
- 1936: Onkel Bräsig
- 1936: Pan
- 1937: Die göttliche Jette
- 1937: Meiseken
- 1937: Die Korallenprinzessin
- 1937: Der Biberpelz
- 1937: Mit versiegelter Order
- 1938: Narren im Schnee
- 1938: Scheidungsreise
- 1938: Die Nacht der Entscheidung
- 1939: Irrtum des Herzens
- 1939: Leinen aus Irland
- 1939: Anton der Letzte
- 1940: Die letzte Runde
- 1940: Was will Brigitte?
- 1940: Jakko
- 1941: Sechs Tage Heimaturlaub
- 1942: Titanic
- 1943: Die Wirtin zum Weißen Rößl
- 1943: Die Hochstaplerin
- 1944: Der große Preis
- 1945: Peter Voß, der Millionendieb (UA: 1946)